# Cutelo Gomes
Cutelo Gomes es una villa caboverdiana del municipio de São Miguel.

## Geografía
La villa está situada en la isla de Santiago.

## Organización territorial
La villa abarca los lugares y barrios de:
- Achada Barril
- Aguadinha
- Alto Soca
- Caricel
- Chã de Mato
- Chã Nunes
- Cutelo Assomada
- Cutelo de Riba
- Cutelo Forno (Lagoa Baixo)
- Cutelo Gomes
- Cutelo Moreno
- Cutelo Piquinho
- Cutelo Vassoura
- Fonton
- Forno
- Lagoa
- Laranja
- Lém Monteiro
- Lém Vieira
- Mato Garça
- Mato Grande
- Mato Piquinho Baixo
- Mato Piquinho Riba
- Mondo Bua
- Pai António
- Pé de Rocha
- Ponta Chã
- Travessa